# دونالد إم. هووبر
دونالد إم. هووبر هو مدرس وسياسي أمريكي، ولد في 2 أكتوبر 1945 في هارتفورد في الولايات المتحدة. نشط حزبياً في الحزب الديمقراطي. وقد انتخب عضو مجلس نواب فيرمونت ‏.